# Saint-Martin-du-Puy (Nièvre)
Pour les articles homonymes, voir Saint-Martin-du-Puy et Saint-Martin.
Saint-Martin-du-Puy est une commune française située dans le département de la Nièvre, en région Bourgogne-Franche-Comté.

## Géographie
Saint-Martin-du-Puy se situe dans le massif du Morvan et fait partie de son parc naturel régional.
Le ruisseau des Couées coule sur le territoire de la commune.
Le château de Vésigneux (XVIe et XVIIe siècles), propriété du Grand Condé, se trouve sur le territoire de la commune. Aujourd'hui propriété de la Maison de Bourbon Busset.

### Les hameaux
Saint-Martin-le-Haut, Saint-Martin-le-Bas, Plainefas, Vézigneux, Fourlot, Montcrecon, la Vernhée, Berges, les Bougaults, Rouy, le Pérou, Seneux, Jourland, les Granges, Rincieux.

### Climat
Pour des articles plus généraux, voir Climat de la Bourgogne-Franche-Comté et Climat de la Nièvre.
En 2010, le climat de la commune est de type climat de montagne, selon une étude du Centre national de la recherche scientifique s'appuyant sur une série de données couvrant la période 1971-2000. En 2020, Météo-France publie une typologie des climats de la France métropolitaine dans laquelle la commune est exposée à un climat océanique altéré et est dans la région climatique  Lorraine, plateau de Langres, Morvan, caractérisée par un hiver rude (1,5 °C), des vents modérés et des brouillards fréquents en automne et hiver. 
Pour la période 1971-2000, la température annuelle moyenne est de 9,9 °C, avec une amplitude thermique annuelle de 16 °C. Le cumul annuel moyen de précipitations est de 1 174 mm, avec 14,2 jours de précipitations en janvier et 9,6 jours en juillet. Pour la période 1991-2020, la température moyenne annuelle observée sur la station météorologique de Météo-France la plus proche, « Lormes_sapc », sur la commune de Lormes à 6 km à vol d'oiseau, est de 11,2 °C et le cumul annuel moyen de précipitations est de 1 071,3 mm. 
La température maximale relevée sur cette station est de 40,7 °C, atteinte le 25 juillet 2019 ; la température minimale est de −18,1 °C, atteinte le 12 janvier 1987,,. 
Les paramètres climatiques de la commune ont été estimés pour le milieu du siècle (2041-2070) selon différents scénarios d'émission de gaz à effet de serre à partir des nouvelles projections climatiques de référence DRIAS-2020. Ils sont consultables sur un site dédié publié par Météo-France en novembre 2022.

## Urbanisme

### Typologie
Au 1er janvier 2024, Saint-Martin-du-Puy est catégorisée commune rurale à habitat très dispersé, selon la nouvelle grille communale de densité à sept niveaux définie par l'Insee en 2022.
Elle est située hors unité urbaine. Par ailleurs la commune fait partie de l'aire d'attraction d'Avallon, dont elle est une commune de la couronne,. Cette aire, qui regroupe 74 communes, est catégorisée dans les aires de moins de 50 000 habitants,.

### Occupation des sols
L'occupation des sols de la commune, telle qu'elle ressort de la base de données européenne d’occupation biophysique des sols Corine Land Cover (CLC), est marquée par l'importance des forêts et milieux semi-naturels (54,5 % en 2018), une proportion sensiblement équivalente à celle de 1990 (53,9 %). La répartition détaillée en 2018 est la suivante : forêts (54,5 %), prairies (37,2 %), zones agricoles hétérogènes (5,4 %), terres arables (1,1 %), eaux continentales (1 %), zones urbanisées (0,8 %). L'évolution de l’occupation des sols de la commune et de ses infrastructures peut être observée sur les différentes représentations cartographiques du territoire : la carte de Cassini (XVIIIe siècle), la carte d'état-major (1820-1866) et les cartes ou photos aériennes de l'IGN pour la période actuelle (1950 à aujourd'hui).

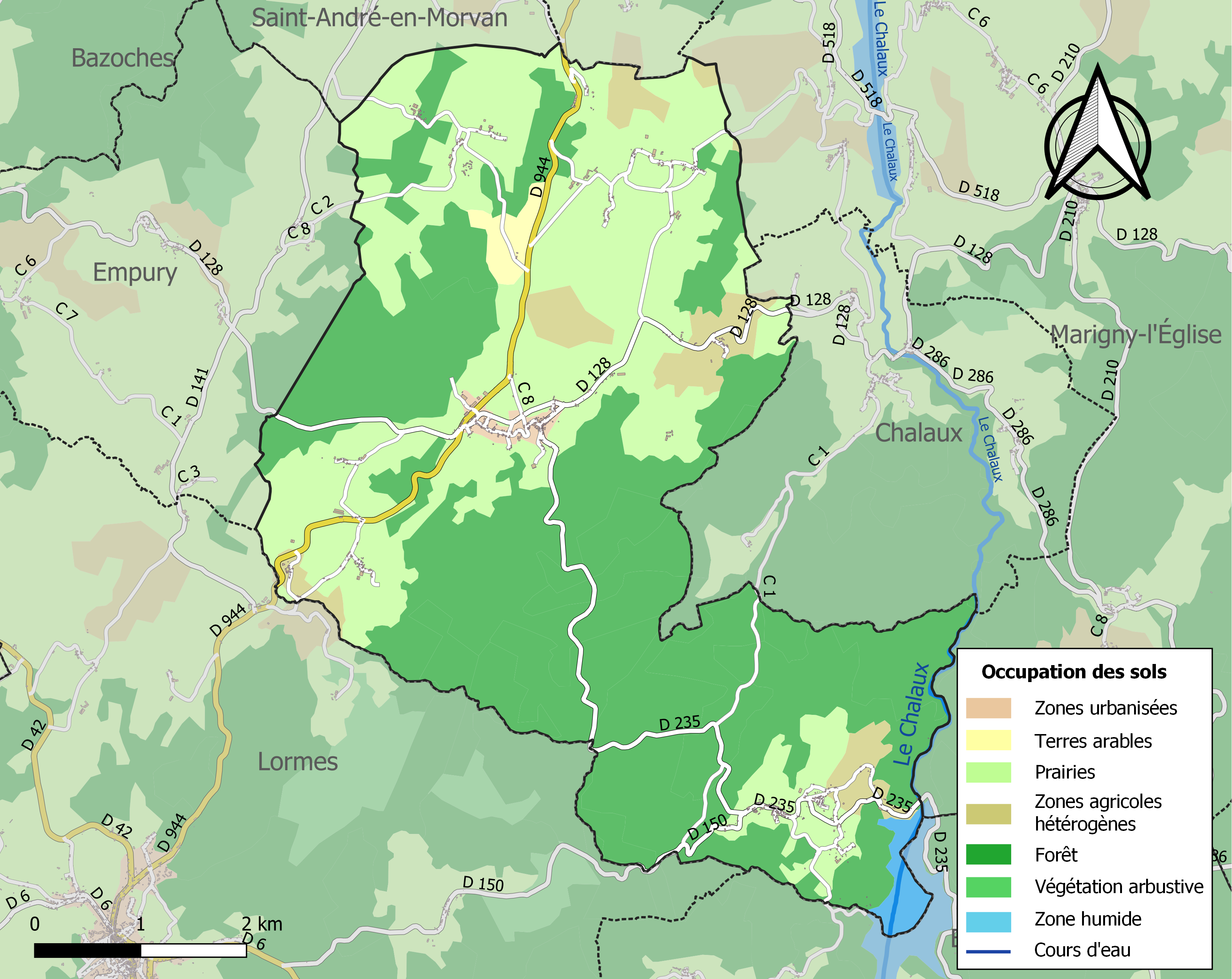
Carte des infrastructures et de l'occupation des sols de la commune en 2018 (CLC).

## Histoire
Le village fut le siège d'une baronnie dont le château a disparu. Vauban fut présenté au Grand Condé dans son château de Vésigneux. Dans le hameau de Plainefas, un monument rappelle la mémoire du Maquis Camille fondé par Paul Bernard et Jean Longhi, un des plus importants du Morvan.
Au cours de la période révolutionnaire de la Convention nationale (1792-1795), la commune porta provisoirement le nom de Puits-l'Affranchi.

## Politique et administration
| Période                                  | Période  | Identité        | Étiquette | Qualité |
| ---------------------------------------- | -------- | --------------- | --------- | ------- |
| mars 2008                                | 2014     | Michel Nicot    |           |         |
| mars 2014                                | En cours | Jean-Luc Vieren | Droite    |         |
| Les données manquantes sont à compléter. |          |                 |           |         |

## Démographie
L'évolution du nombre d'habitants est connue à travers les recensements de la population effectués dans la commune depuis 1793. Pour les communes de moins de 10 000 habitants, une enquête de recensement portant sur toute la population est réalisée tous les cinq ans, les populations de référence des années intermédiaires étant quant à elles estimées par interpolation ou extrapolation. Pour la commune, le premier recensement exhaustif entrant dans le cadre du nouveau dispositif a été réalisé en 2004.

En 2022, la commune comptait 288 habitants, en évolution de +5,11 % par rapport à 2016 (Nièvre : −3,28 %, France hors Mayotte : +2,11 %).
| 1793  | 1800 | 1806 | 1821  | 1831  | 1836  | 1841  | 1846  | 1851  |
| ----- | ---- | ---- | ----- | ----- | ----- | ----- | ----- | ----- |
| 1 020 | 824  | 953  | 1 078 | 1 248 | 1 300 | 1 420 | 1 443 | 1 406 |

| 1856  | 1861  | 1866  | 1872  | 1876  | 1881  | 1886  | 1891  | 1896  |
| ----- | ----- | ----- | ----- | ----- | ----- | ----- | ----- | ----- |
| 1 408 | 1 301 | 1 336 | 1 282 | 1 277 | 1 193 | 1 161 | 1 142 | 1 109 |

| 1901  | 1906  | 1911 | 1921 | 1926 | 1931 | 1936 | 1946 | 1954 |
| ----- | ----- | ---- | ---- | ---- | ---- | ---- | ---- | ---- |
| 1 044 | 1 032 | 936  | 771  | 737  | 817  | 684  | 712  | 582  |

| 1962 | 1968 | 1975 | 1982 | 1990 | 1999 | 2004 | 2006 | 2009 |
| ---- | ---- | ---- | ---- | ---- | ---- | ---- | ---- | ---- |
| 542  | 526  | 392  | 375  | 314  | 281  | 360  | 353  | 289  |

| 2014 | 2019 | 2022 | - | - | - | - | - | - |
| ---- | ---- | ---- | - | - | - | - | - | - |
| 277  | 279  | 288  | - | - | - | - | - | - |

## Culture locale et patrimoine

### Lieux et monuments
- Château de Vésigneux.
- Monument du Maquis Camille à Plainefas.

### Personnalités liées à la commune
- Gabriel Magdelénat (1587-1661), né à Saint-Martin-du-Puy et mort à Auxerre, poète latinisant dont l'œuvre fut éditée plusieurs fois à Paris (en 1662, 1725 et 1755). Avocat au Parlement de Paris. Le cardinal de Richelieu le choisit pour son interprète de la langue latine[19].
- Jean Longhi (1911 - 2005), ancien résistant, résidait dans la commune.